# Conspiracy - Soluzione finale
Conspiracy - Soluzione finale, conosciuto anche con il titolo Conspiracy - Le origini della Shoah, (Conspiracy) è un film per la televisione del 2001 diretto da Frank Pierson. È una cronistoria della Conferenza di Wannsee che si tenne appunto a Wannsee (Berlino) all'inizio del 1942, dove furono messi a punto gli aspetti organizzativi della "soluzione finale" della questione ebraica.  

## Trama
Il 20 gennaio 1942, sulle sponde del lago Wannsee, a pochi chilometri da Berlino, viene indetta una riunione a cui prendono parte alcuni esponenti di primo livello della Germania nazista, ognuno in rappresentanza di un ufficio, un'istituzione o un ministero del Reich. A presiedere la riunione è il generale Heydrich, mentre l'organizzazione e gestione dell'evento sono affidate al colonnello Eichmann. La riunione è stata indetta per ordine di Adolf Hitler, e su mandato di Goering, per discutere la soluzione finale della questione ebraica. La conquista della Polonia ha portato a oltre due milioni il numero di ebrei presenti nel Reich, destinati a diventare quasi otto milioni al termine della campagna di Russia (che in realtà, ed è un fatto noto solo ad Heydrich ed Eichmann, è già avviata al fallimento); occorre quindi una soluzione drastica e risolutiva, quella che Heydrich chiama continuamente "evacuazione".
All'inizio la riunione è volta a discutere chi e come dovrà essere sottoposto all'"evacuazione", generando fin da principio degli attriti tra i vari partecipanti all'incontro, anche per via dell'onnipresenza di Heydrich, che impone le decisioni proprie e delle SS, tenendo in pochissima considerazione quelle degli altri rappresentanti, al punto da non lasciarli neanche parlare. Il dottor Stuckart rivela fin da principio il proprio scetticismo circa il modo in cui le SS vorrebbero attuare la soluzione finale, mettendosi in contrasto soprattutto con il superficiale e ignorante Klopfer, soprattutto per quanto riguarda la necessità, secondo lui, di mantenersi nei limiti della legalità, venendo in ciò parzialmente supportato dal dottor Kritzinger, che invece insiste sul fatto che, comunque vada, bisogna continuare a considerare gli ebrei degli esseri umani, da trattare come tali.
Il divario tra i radicali e i pochi moderati diviene ancor più marcato quando si tratta di decidere in che modo attuare l'"evacuazione"; infatti, mentre i più si rivelano favorevoli al completo sterminio violento (con l'opposizione tra chi, come Luther è favorevole a sommarie esecuzioni di massa, e chi invece, come Bühler, preferirebbe un metodo più discreto e meno cruento), i soliti Stuckart e Kritzinger, supportati anche dal dottor Neumann, propongono invece la sterilizzazione, azzerando le nascite e facendo sì che gli ebrei scompaiano da sé con il tempo. Ben presto però la scelta dello sterminio prende il sopravvento, nonostante gli avvertimenti di Stuckart circa l'impossibilità di tenere segreta questa operazione al resto del mondo, come le SS si illudono di poter fare, nonché il suo sdegno circa le intenzioni da parte di Heydrich e dei suoi sostenitori di attuare lo sterminio anche nei confronti dei Mischlinge (ebrei tedeschi di sangue misto con due nonni ebrei e due tedeschi), a suo giudizio da risparmiare in quanto per metà tedeschi.
La riunione viene interrotta più volte per delle pause-pranzo, durante le quali Heydrich ha modo di lavorarsi anche i dubbiosi per convincerli, anche dietro minaccia, a supportarlo nel suo progetto. A questo punto, diviene evidente agli occhi di tutti che la riunione non serviva tanto a decidere la politica da seguire riguardo alla soluzione finale, ma piuttosto a "presentare" quella già decisa dalle SS, e già da qualche tempo in fase di preparazione: i campi di sterminio. Alla fine la proposta viene approvata da tutti i partecipanti e, terminata la riunione, ognuno fa ritorno al proprio ufficio, mentre gli inservienti ripuliscono e rimettono in ordine la villa. Heydrich morirà pochi mesi dopo a Praga, ma questo non fermerà l'inizio dell'Olocausto.